# Uummannaqs kommun
Uummannaqs kommun var en kommun på Grönland fram till 1 januari 2009. Från detta datum ingår Uummannaq i den nya storkommunen Qaasuitsup. Uummannaq låg i amtet Kitaa. Huvudorten var Uummannaq.

## Byar
- Niaqornat
- Qaarsut
- Ikerasak
- Saattut
- Ukkusissat
- Illorsuit
- Nuugaatsiaq
- Qilakitsoq obebodd